# Estación de Fleurus
La estación de Fleurus es una estación de tren belga situada en Fleurus, en la provincia de Hainaut, región Valona.
Pertenece a la línea  de S-Trein Charleroi.

## Situación ferroviaria
La estación se encuentra en la línea 140 (Ottignies-Charleroi).

## Intermodalidad
| Línea | Procedencia   | Parada       | Destino       |
| ----- | ------------- | ------------ | ------------- |
| 73    | NIVELLES Gare | FLEURUS Gare | FLEURUS Gare  |
| 568   | FLEURUS Gare  | FLEURUS Gare | NIVELLES Gare |